# Тайлер Біндон
Тайлер Біндон (англ. Tyler Bindon, нар. 27 січня 2005, Окленд) — новозеландський футболіст, захисник англійського «Редінга» і національної збірної Нової Зеландії.

## Клубна кар'єра
Народився 27 січня 2005 року в новозеландському Окленді. Вихованець юнацьких команд «Іст-Коаст Бейс» та американського «Лос-Анджелес».
У дорослому футболі дебютував 2023 року виступами за третьоліговий англійський «Редінг», за який у першому ж сезоні провів понад 40 ігор у всіх турнірах.

## Виступи за збірні
2023 року провів дві гри у складі юнацької збірної Нової Зеландії (U-19).
2024 року дебютував в офіційних матчах у складі національної збірної Нової Зеландії. Був учасником кубка націй ОФК 2024 року у Фіджі і Вануату.
2024 року був включений до заявки олімпійської збірної Нової Зеландії для участі у футбольному турнірі на тогорічних Олімпійських іграх у Парижі.
| Дата       | Місто     | Господарі     | Результат          | Гості              | Турнір               | Голи | Примітки |
| ---------- | --------- | ------------- | ------------------ | ------------------ | -------------------- | ---- | -------- |
| 13-10-2023 | Мурсія    | Нова Зеландія | 1 – 1              | ДР Конго           | товариський матч     | -    | 86'      |
| 17-10-2023 | Брентфорд | Австралія     | 2 – 0              | Нова Зеландія      | товариський матч     | -    | 81'      |
| 17-11-2023 | Афіни     | Греція        | 2 – 0              | Нова Зеландія      | товариський матч     | -    | 83'      |
| 21-11-2023 | Дублін    | Ірландія      | 1 – 1              | Нова Зеландія      | товариський матч     | -    | 90'      |
| 22-3-2024  | Каїр      | Єгипет        | 1 – 0              | Нова Зеландія      | товариський матч     | -    | 82'      |
| 26-3-2024  | Каїр      | Нова Зеландія | 0 – 0 (2 – 4 п.п.) | Туніс              | товариський матч     | -    | 37'      |
| 18-6-2024  | Порт-Віла | Нова Зеландія | 3 – 0              | Соломонові Острови | Кубок націй ОФК 2024 | -    |          |
| 21-6-2024  | Порт-Віла | Вануату       | 0 – 4              | Нова Зеландія      | Кубок націй ОФК 2024 | -    | 59' 73'  |
| 27-6-2024  | Порт-Віла | Нова Зеландія | 5 – 0              | Таїті              | Кубок націй ОФК 2024 | -    | 39' 46'  |
| 30-6-2024  | Порт-Віла | Нова Зеландія | 3 – 0              | Вануату            | Кубок націй ОФК 2024 | -    | 68' 89'  |
| Усього     |           | Матчів        | 10                 |                    | Голів                | 0    |          |